# ميخائيل كروفورد (لاعب كريكت)
ميخائيل كروفورد (30 يوليو 1920 - 2 ديسمبر 2012) (بالإنجليزية: Michael Crawford)‏ هو لاعب كريكت بريطاني وبريطاني (وحمل سابقاً جنسية المملكة المتحدة لبريطانيا العظمى وأيرلندا).